# Bristol 411
Der Bristol 411 ist eine zweitürige Oberklasse-Limousine des ehemaligen britischen Automobilherstellers Bristol Cars, die 1969 den Bristol 410 ersetzte und bis 1976 in fünf Serien in geringen Stückzahlen hergestellt wurde. Die einzelnen Serien unterscheiden sich durch technische und optische Eigenheiten voneinander. Der 411 war ein wichtiges Auto für das Unternehmen, mit dem Bristol Cars es schaffte, die Ölpreiskrise der frühen 1970er-Jahre, an deren Folgen zahlreiche Bewerber scheiterten, zu überstehen. Zu Beginn des 21. Jahrhunderts bot Bristol restaurierte und technisch erneuerte 411-Modelle an, die als Series 6 bezeichnet wurden.

## Entstehungsgeschichte
Das in Gloucestershire ansässige Unternehmen Bristol Cars hatte seine Wurzeln in der Bristol Aeroplane Company, die 1910 in Bristol als Flugzeughersteller gegründet worden war. Nach dem Ende des Zweiten Weltkriegs gingen die Aufträge für Neuflugzeuge erheblich zurück. Um die Kapazitäten auszulasten, expandierte das Unternehmen – ähnlich wie Saab – in die Automobilbranche. Das erste Fahrzeug der neuen Marke, der Bristol 400, basierte auf technischen Komponenten der noch vor dem Krieg entwickelten BMW-Modelle 326, 327 und 328. Im Herbst 1958 führte Bristol mit dem viersitzigen 406 Saloon eine neue Modellgeneration ein, die eine Abkehr von der anfänglich betont sportlichen Ausrichtung der Marke bedeutete. Seit dem Bristol 407 von 1961 kamen US-amerikanische Achtzylindermotoren zum Einsatz, die zügiges Fahren ermöglichten; gleichwohl rückten Komfort und äußerliche Zurückhaltung bei Bristol zunehmend in den Vordergrund. In den 1960er-Jahren stellte Bristol alle zwei oder drei Jahre neue Modelle vor, die jeweils eng mit dem ursprünglichen 407 verwandt waren und als Evolutionen ihrer Vorgänger angesehen werden konnten. 1969 erschien schließlich der 411, der bis 1976 im Programm blieb und seinerseits in fünf aufeinanderfolgenden, äußerlich und technisch leicht voneinander abweichenden Serien produziert wurde. Als Ergänzung zum 411 brachte Bristol 1974 den von Zagato gestalteten 412 auf den Markt, ein Cabriolet mit Überrollbügel und Targadach.

## Modellbeschreibung

### Rahmen und Fahrwerk
Der Bristol 411 ist wie seine Vorgänger auf einem separaten Kastenrahmen mit Längsträgern und Quertraversen aufgebaut, dessen Konstruktion in seinen Grundzügen auf das Chassis des BMW 326 von 1937 zurückgeht. Die Aufhängung besteht vorn aus doppelten Dreiecksquerlenkern mit Schraubenfedern, hinten aus einer Starrachse mit Wattgestänge und Drehstabfedern.

### Karosserie

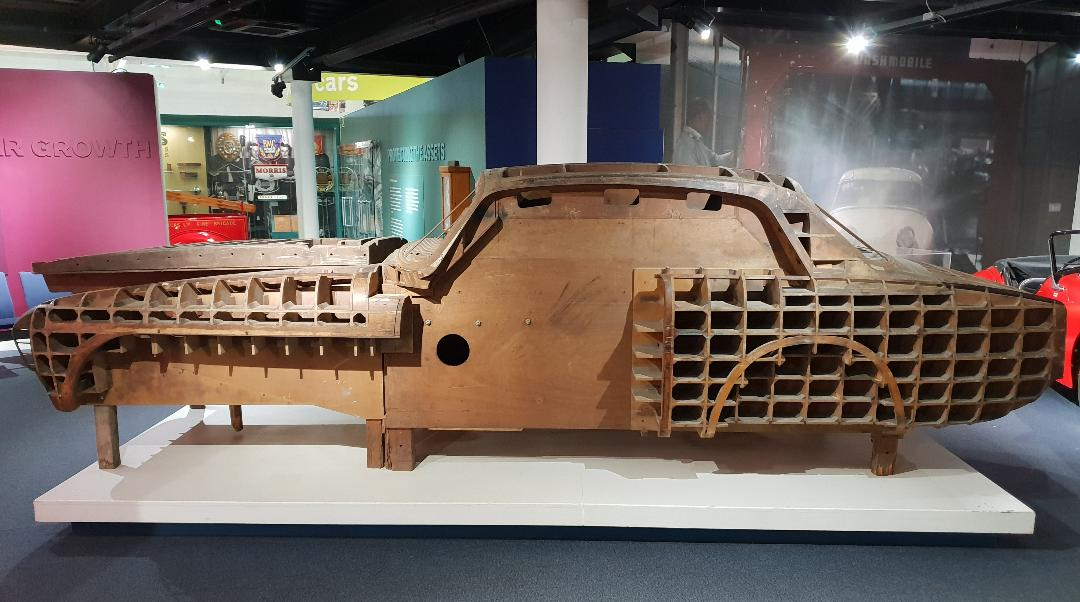
Holzform für den Bristol 411 S1

Die Karosserie des Britannia besteht aus einem mit dem Kastenrahmen verschweißten Stahlgerippe, das außen mit Aluminiumblechen beplankt ist.
Die Karosserien fertigte Bristol nicht selbst; sie entstanden vielmehr – wie alle Bristol-Aufbauten seit dem 407 – beim Londoner Omnibushersteller Park Royal Vehicles. Diese Beziehung endete mit dem Auslaufen des 411. Beginnend mit dem Nachfolger, übernahm Bristol die Produktion der Karosserien selbst.
Alle 411-Varianten sind zweitürige, viersitzige Stufenhecklimousinen, deren Karosserieform als Saloon beschrieben wird. Das grundsätzliche Layout ist bei allen 411-Modellen identisch. Ein besonderes Merkmal ist der lange Vorderwagen. Wie bei allen Bristols seit dem 404 sind das Reserverad und die Batterie in von außen zugänglichen Abteilen zwischen den Vorderrädern und der Tür untergebracht. Die einzelnen Serien des 411 unterscheiden sich äußerlich vor allem durch abweichende Gestaltungsdetails an Front- und Heckpartie.

### Motorisierung

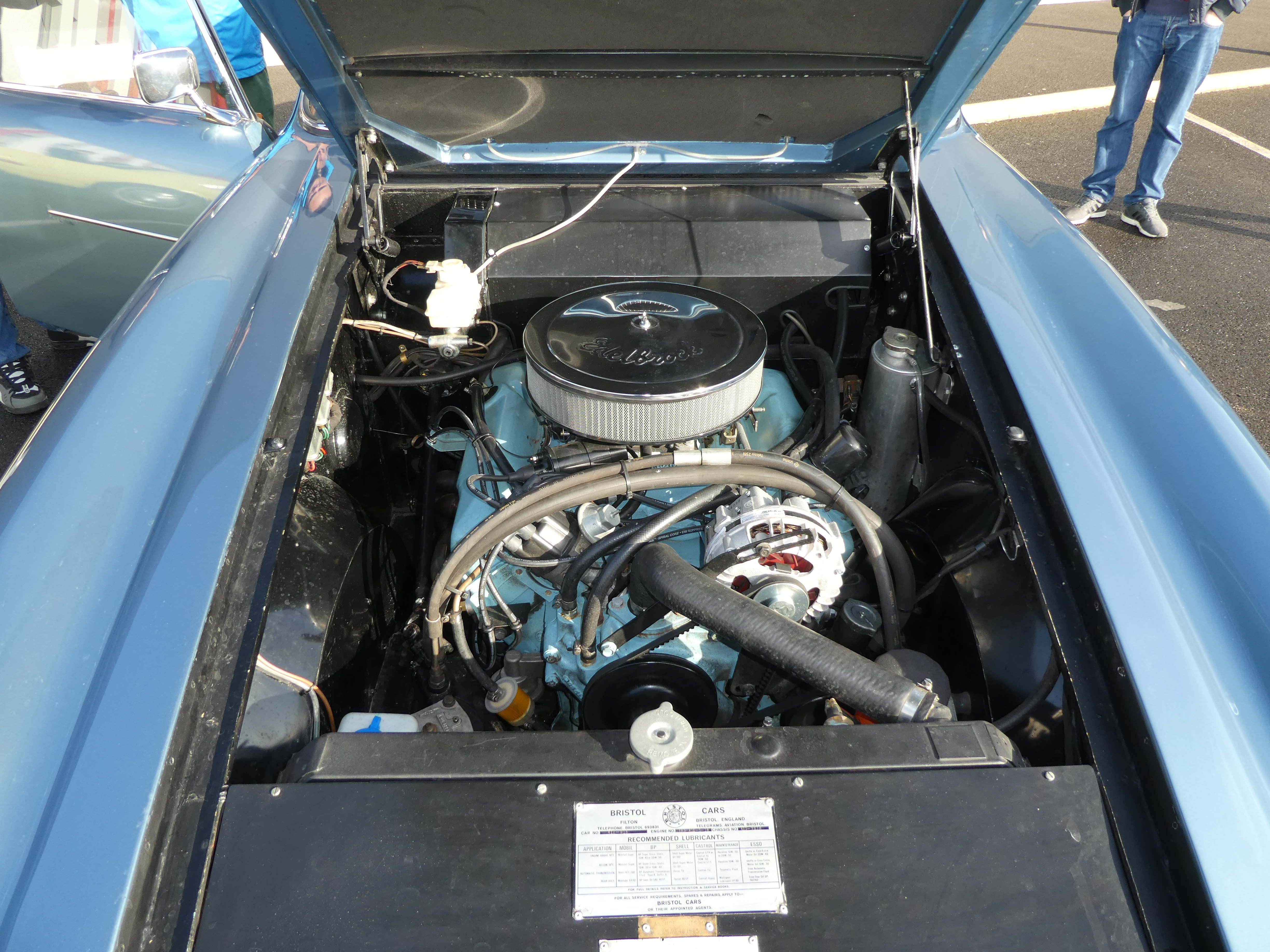
6,2-Liter-Motor im Bristol 411 Series 1

Der Motor ist vorn längs eingebaut. Seine Lage zwischen der Vorderachse und der Fahrgastzelle macht den Bristol 411 zu einem Front-Mittelmotorfahrzeug.
Wie alle Bristol seit dem 407 verwendet auch der 411 Großserienmotoren von Chrysler. Die von Bristol eingesetzten Motoren entsprechen weitestgehend Konstruktionen, die auf dem nordamerikanischen Markt in zahlreichen Personenwagen des Chrysler-Konzerns eingesetzt wurden. Für Bristol wurden diese Motoren in einer speziellen Chrysler-Dependance in Kanada aufgebaut.
Mit der Einführung des 411 stellte Bristol die Motorisierung um. Anstelle des seit dem 407 verwendeten, 5,2 Liter großen Achtzylindermotors aus Chryslers A-Reihe kamen nun größere Motoren aus der B-Reihe zum Einsatz. In den ersten drei Serien war es eine 6227 cm³ (383 cui) große Variante, in der vierten und fünften Serie eine Ausführung mit 6555 cm³ (400 cui). Der Grund für den Wechsel des Motors lag nach Darstellung von Bristol in erster Linie in dem Umstand, dass das neue Triebwerk servicefreundlicher war, da ein Einstellen des Ventilspiels nicht mehr nötig war. Andererseits war mit den größeren Motoren auch eine erhebliche Leistungssteigerung verbunden.

## Die einzelnen Serien

### 411 Series 1

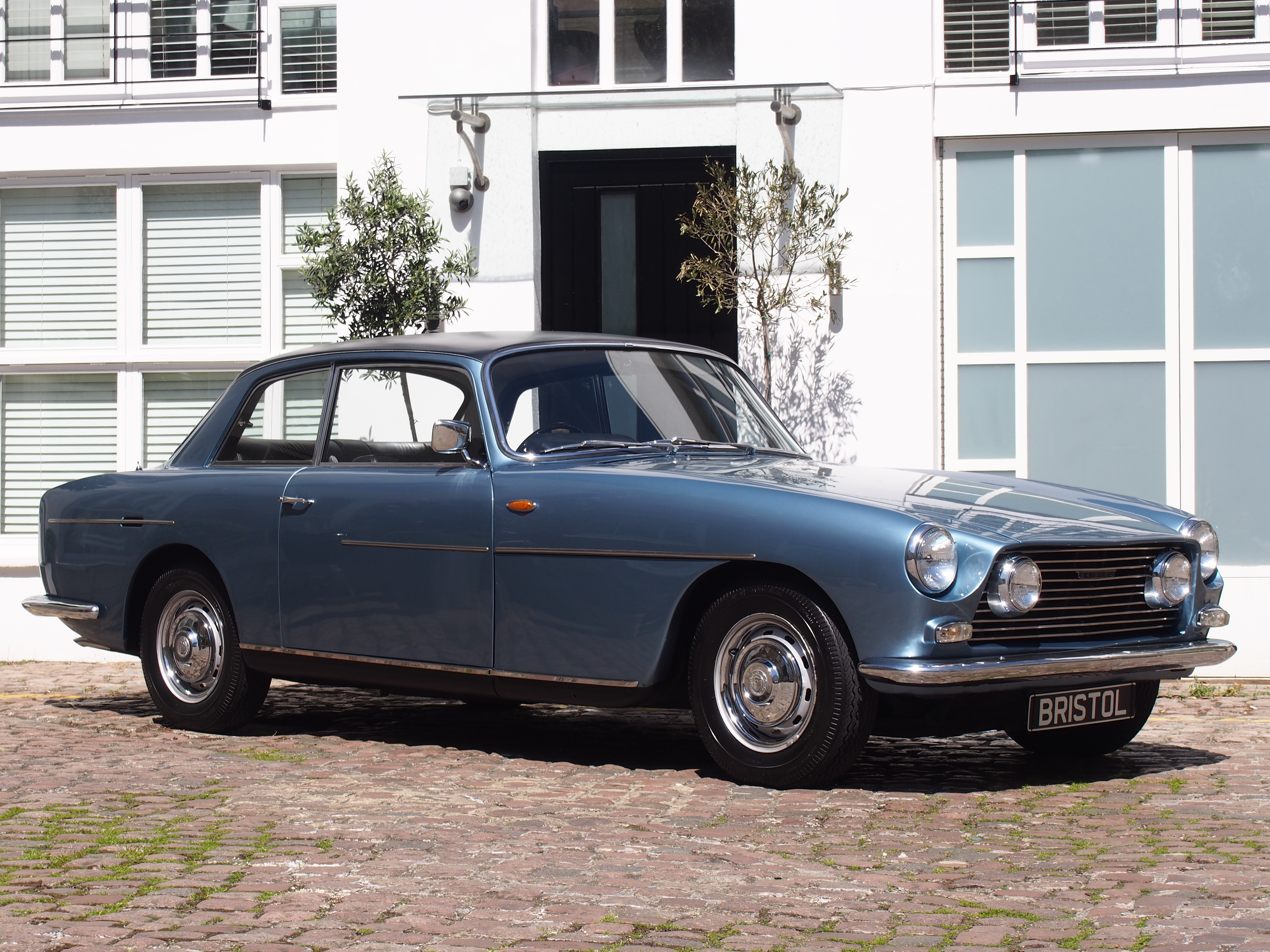
Bristol 411 Series 1

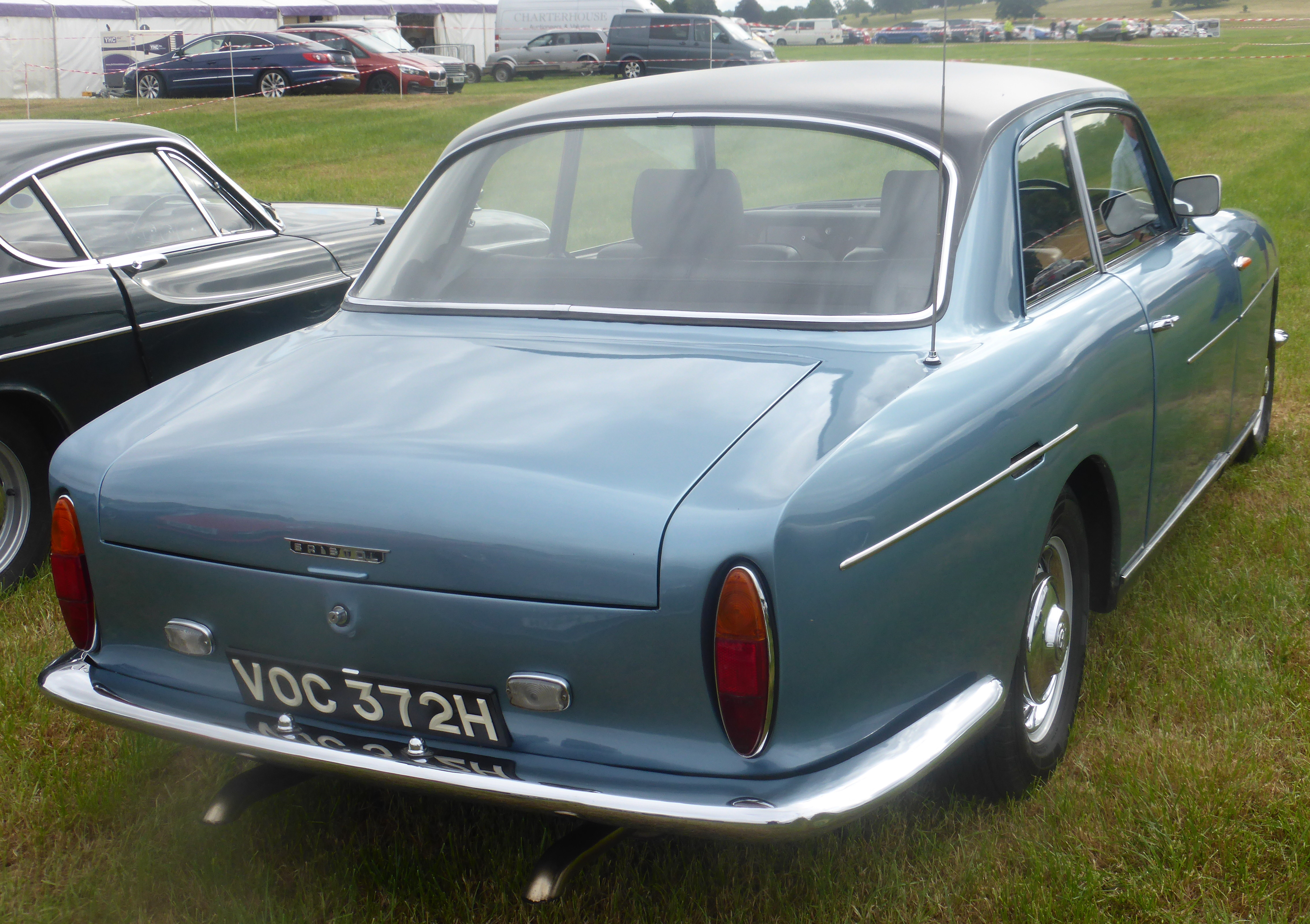
Heckpartie des 411 Series 1

Die erste Version des Bristol 411, die rückblickend die Zusatzbezeichnung Series 1 erhielt, wurde im Frühjahr 1969 vorgestellt.
Das Karosseriedesign folgt weitgehend dem des Bristol 410, wurde aber in Details verändert. Die Scheinwerfer sind nach wie vor leicht zurückversetzt in den Kotfügelenden untergebracht, die Verkleidung des Kühllufteinlasses ist aber breiter als beim 410 und reicht nun fast bis an die Wagenflanken heran. Weitere Änderungen betrafen die seitlichen Zierleisten an den Wagenflanken – nur noch eine statt wie bisher zwei – sowie die Heckpartie: Die angedeuteten Heckflossen, die seit dem 406 an den Bristol-Limousinen zu finden waren, entfielen; der hintere Abschluss ist nun geglättet. Die Rückleuchten stammen aus der Großserienproduktion und finden sich unter anderem am Hillman Super Minx. Im Interieur gibt es ein neues Lenkrads: Anstelle des traditionellen Zwei-Speichen-Lenkrads von Bluemel wurde nun ein Modell mit drei Speichen installiert, in dessen Nabe ein Bristol-Wappen zu sehen war.
Die Fahrleistungen stiegen durch den neuen Motor deutlich. Die Höchstgeschwindigkeit des Bristol 411 lag bei 230 km/h, für die Beschleunigung von 0 auf 60 Meilen pro Stunde gab das Werk einen Wert von 7 Sekunden an. Der Bristol 411 Mk. 1 war damit nach Aussage der Zeitschrift Autosport der schnellste serienmäßige Tourenwagen der Welt.
Bei seiner Vorstellung lag der Verkaufspreis des Bristol 411 bei 6.997 Britischen Pfund.

### 411 Series 2

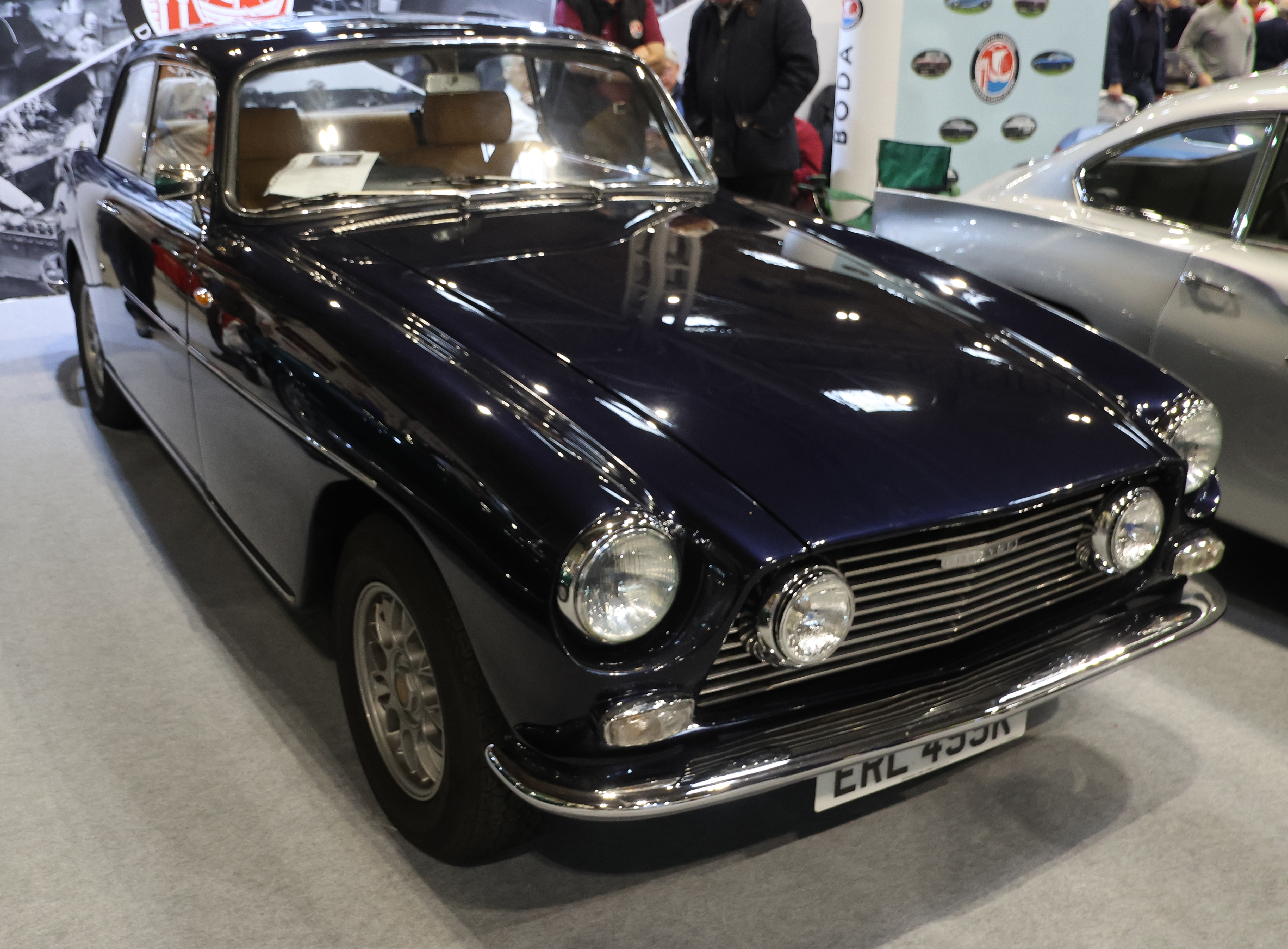
Bristol 411 Series 2

Im Herbst 1970 präsentierte Bristol eine erste überarbeitete Version des 411. In technischer Hinsicht bestand die wesentliche Neuerung in der Verwendung einer automatischen – statt bisher manuellen – Niveauregelung. Äußerlich gab es einige sehr dezente Änderungen, die als kosmetische Modifikationen zu verstehen waren. So verwendete Bristol neue Türgriffe und Türschlösser, die schlanker ausfielen. Der Mk. 2 wurde bis 1972 produziert.

### 411 Series 3

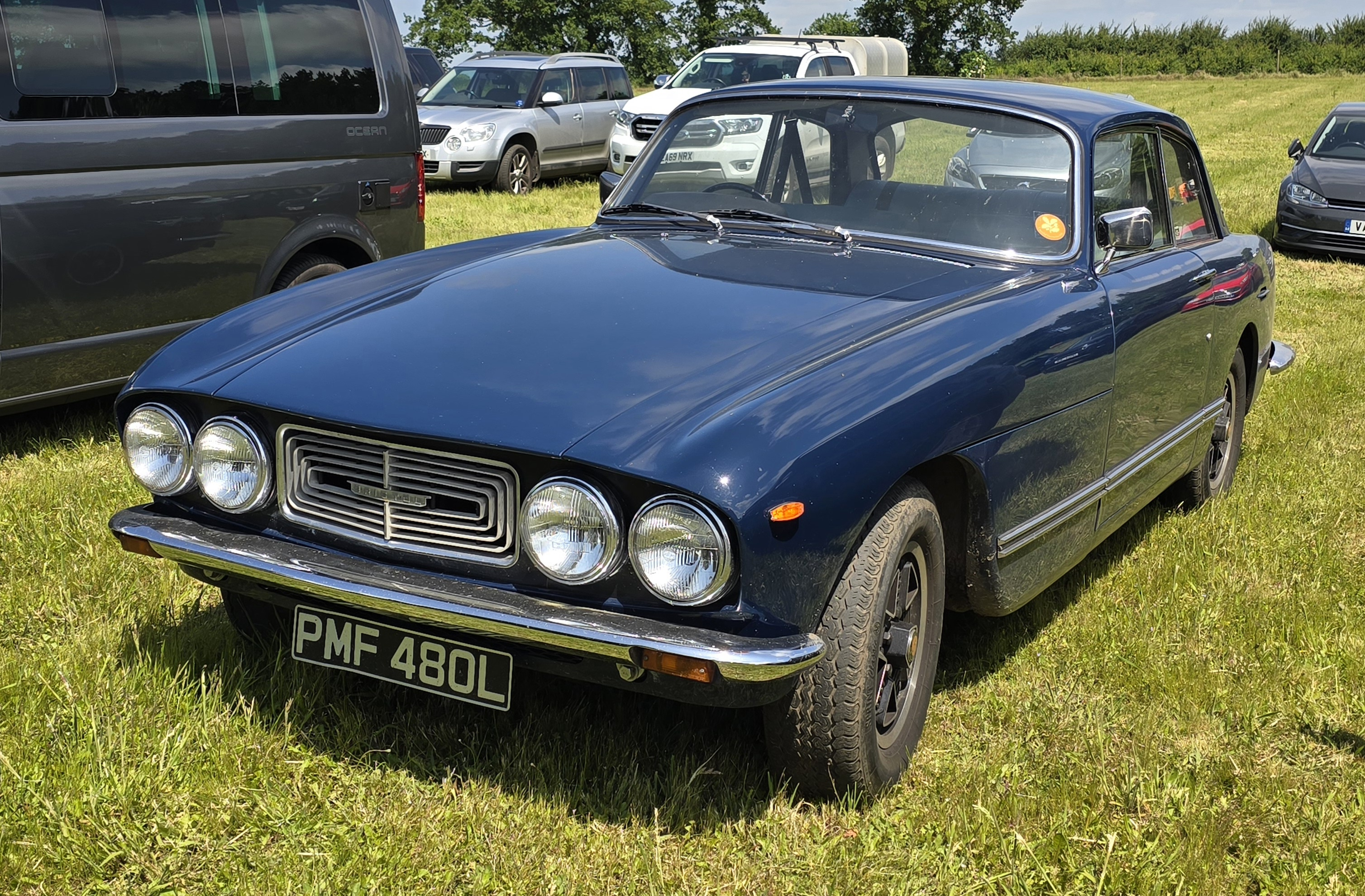
Neu gestaltete Frontpartie und Toaster Grill: 411 Series 3

Mit der Einführung der dritten Serie im Juli 1972 erhielt der Bristol 411 eine in weiten Teilen neue Karosserie. Zwar blieb das grundsätzliche Layout des Wagens und auch die Gestaltung der Fahrgastzelle im Kern unangetastet, abgesehen davon wurden aber die Front- und Heckpartie in markanter Weise neu gestaltet. Der Kühlergrill ging nunmehr über die gesamte Fahrzeugbreite. Darin integriert waren vier große Rundscheinwerfer vom Zulieferer Lucas, deren Durchmesser sich auf nahezu 20 Zentimeter belief und die für exzellente Sichtverhältnisse bei Nachtfahrten sorgten. Zwischen den Frontscheinwerfern lag ein verchromtes Kühlergrillelement, das aufgrund seiner Form an einen Toaster erinnerte. Das Element wurde daraufhin in der Presse Toaster Grill oder Barbecue Grill genannt. Es blieb bei allen folgenden 411-Modellen erhalten und fand sich – in modifizierter Form – auch beim Bristol 412 sowie später beim Bristol Britannia und beim Bristol Brigand, nicht aber bei dem unmittelbaren Nachfolger des 411, dem Bristol 603. Entsprechend der neuen Frontpartie, waren auch die Motorhaube und die vorderen Kotflügel überarbeitet worden. Letztere waren leicht erhöht, um die Einsehbarkeit des Vorderwagens zu verbessern. Am Heck wurden die alten Rückleuchten des Humber Sceptre durch neue, rechteckige Rückleuchten ersetzt, die nach wie vor senkrecht standen. Rückfahrscheinwerfer befanden sich beiderseits neben dem Kfz-Kennzeichen. Insgesamt machte der 411 Mk. 3 einen wesentlich zeitgemäßeren Eindruck als seine Vorgänger, ohne selbst wirklich modisch oder modern zu sein.
Ein besonderes Merkmal waren zwei Doppelauspuff-Rohre, die unter dem hinteren Abschlussblech des Wagens auffällig herausragten. Hierbei handelte es sich um Attrappen. Tatsächlich traten die Abgase durch eine nach unten mündende Öffnung aus, die etwa fünf Zentimeter vor dem Ende der Auspuffrohre positioniert war. Durch diese Konstruktion sollte sichergestellt werden, dass austretende Abgase keine Spuren an der Garagenwand des Bristol-Fahrers hinterließen. Das Interieur war klassisch. Der Stil, die Ergonomie und die gute Verarbeitung wurden in der Presse einhellig gelobt; allein die Verwendung von British-Leyland-Türgriffen war Gegenstand von Kritik.
Die Antriebstechnik wurde nur geringfügig modifiziert. Der 6,3 Liter große Chrysler-Motor wurde beibehalten, allerdings senkte Bristol im Hinblick auf das Abgasverhalten und den Verbrauch die Verdichtung auf ein Verhältnis von 9,5 : 1 ab (statt, wie bisher, 10,1 : 1). Damit war eine Reduzierung der Motorleistung und auch der Fahrleistungen verbunden.

### 411 Series 4

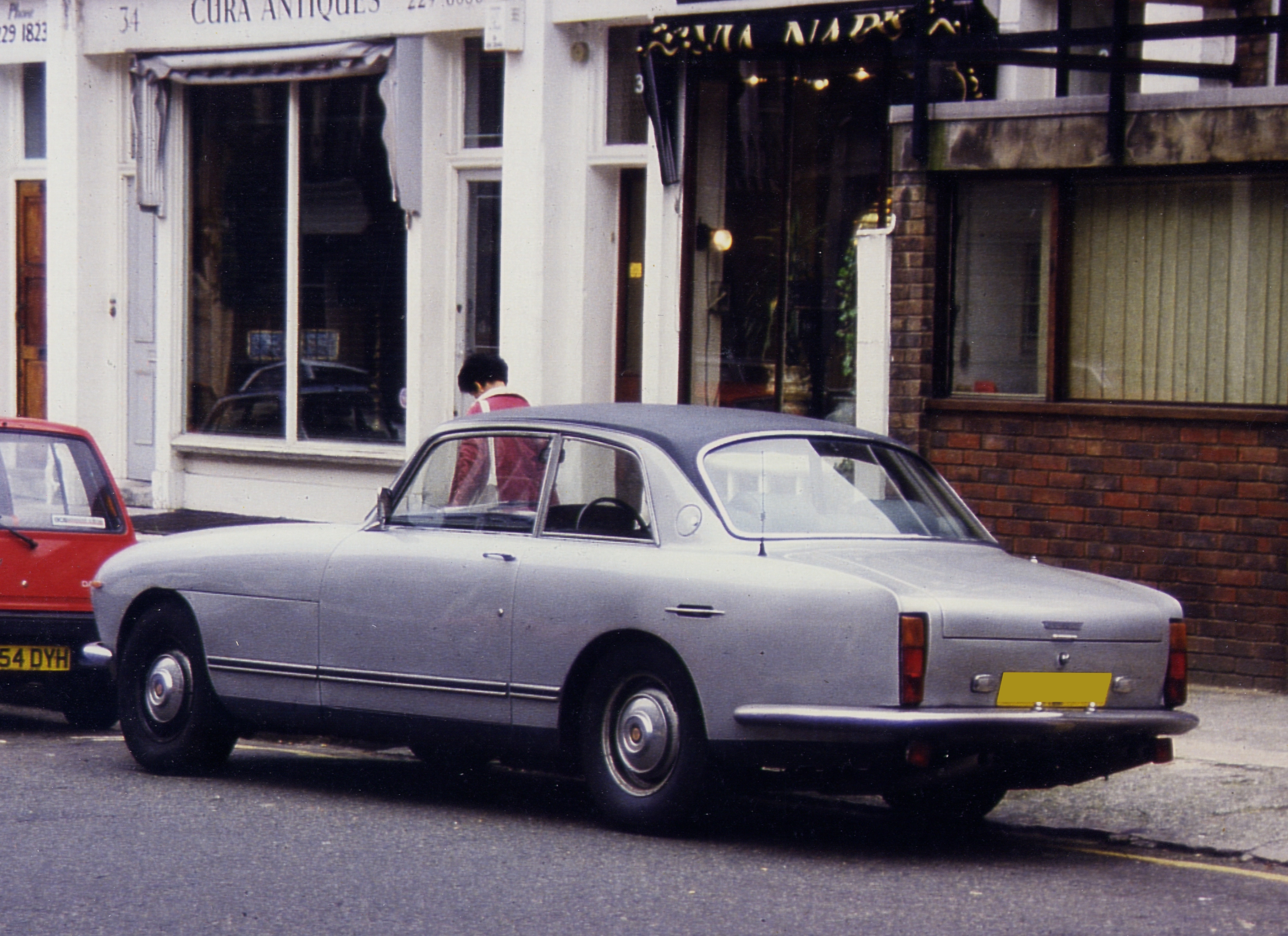
Bristol 411 Series 4

Bereits im Herbst 1973 erschien ein neuerlich überarbeitetes Modell, der 411 Mk. 4. Diesmal waren die Änderungen vor allem technischer Natur. Bristol wollte auf die geringfügig verschlechterten Fahrleistungen reagieren, die sich durch die Modifikationen beim Mk. 3 ergeben hatten. Um die bekannte Sportlichkeit wieder sicherzustellen, entschied sich die Unternehmensleitung – ähnlich wie es bei Jensen der Fall gewesen war – für die Verwendung eines neuen, noch größeren Motors. Allerdings entschied man sich nicht für den 7,2 Liter-Motor von Chrysler, der bei Jensen zahllose thermische Probleme nach sich zog. Zwar soll ein 411 zu Versuchszwecken mit diesem Triebwerk ausgestattet worden sein; die Wahl fiel letztlich aber auf den kleineren, leichteren und ähnlich potenten 6,6 Liter-Motor von Chrysler. Mit einer Verdichtung von nur noch 8,2: 1, die die Verwendung von Normalbenzin ermöglichte, ergab sich eine Leistung von 264 PS nach europäischen Messverfahren. Damit erreichte der Mk. 4 Fahrleistungen, die wieder auf dem Niveau des 411 Mk. 2 lagen. Der gleiche Motor wurde bei dem 1974 vorgestellten Bristol 412 verwendet, einem Sicherheitscabriolet mit einer Karosserie von Zagato.
Bei seiner Vorstellung belief sich der Verkaufspreis des Bristol 411 Mk. 4 auf 8.973 Britische Pfund.

### 411 Series 5

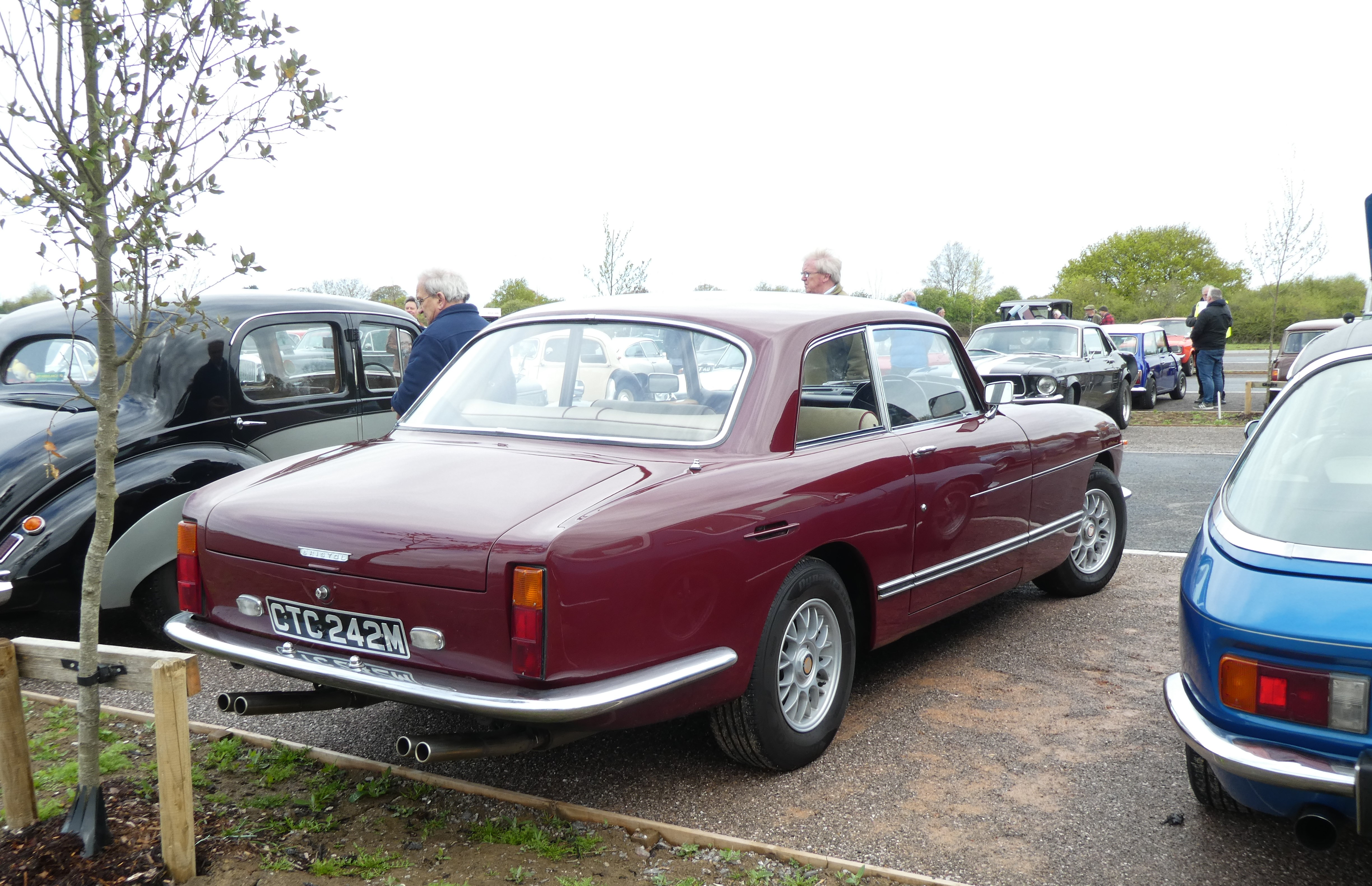
Heckpartie der Serien 4 und 5

Im Sommer 1975 wurde die letzte Ausbaustufe des Bristol 411 vorgestellt. Die Änderungen waren allein kosmetischer Natur. Der Toaster Grill war nunmehr schwarz lackiert. Einige Embleme änderten sich, und der Wagen verfügte serienmäßig über Sicherheitsgurte mit Aufrollautomatik.
Besonderes Merkmal waren die auf Wunsch erhältlichen Avon-Sicherheitsreifen, die auch bei einem Defekt bei hohen Geschwindigkeiten eine Kontrolle des Wagens ermöglichten. Der Inhaber von Bristol Cars, Tony Crook, demonstrierte dies vor Vertretern der Medien bei einer Testfahrt auf einem Flugplatz, indem er eigenhändig einen Bristol 411 (allerdings einen umgerüsteten Mk. 4) auf 230 km/h beschleunigte und dann durch eine technische Vorrichtung einen Vorderreifen zum Platzen brachte. Abgesehen von einem geringfügigen Schlingern nach der Explosion setzte der Wagen seine Fahrt kurskorrekt fort.
Der Kaufpreis für einen Neuwagen lag im Jahr 1975 bei 12.587 Britischen Pfund.
Der Bristol 411 Mk. 5 war das letzte Bristol-Modell, dessen Karosserie konzeptionell auf dem inzwischen 15 Jahre alten Bristol 406 beruhte. Er wurde im Herbst 1976 durch den Bristol 603 abgelöst, der ein völlig neues, eigenständiges Design erhielt.

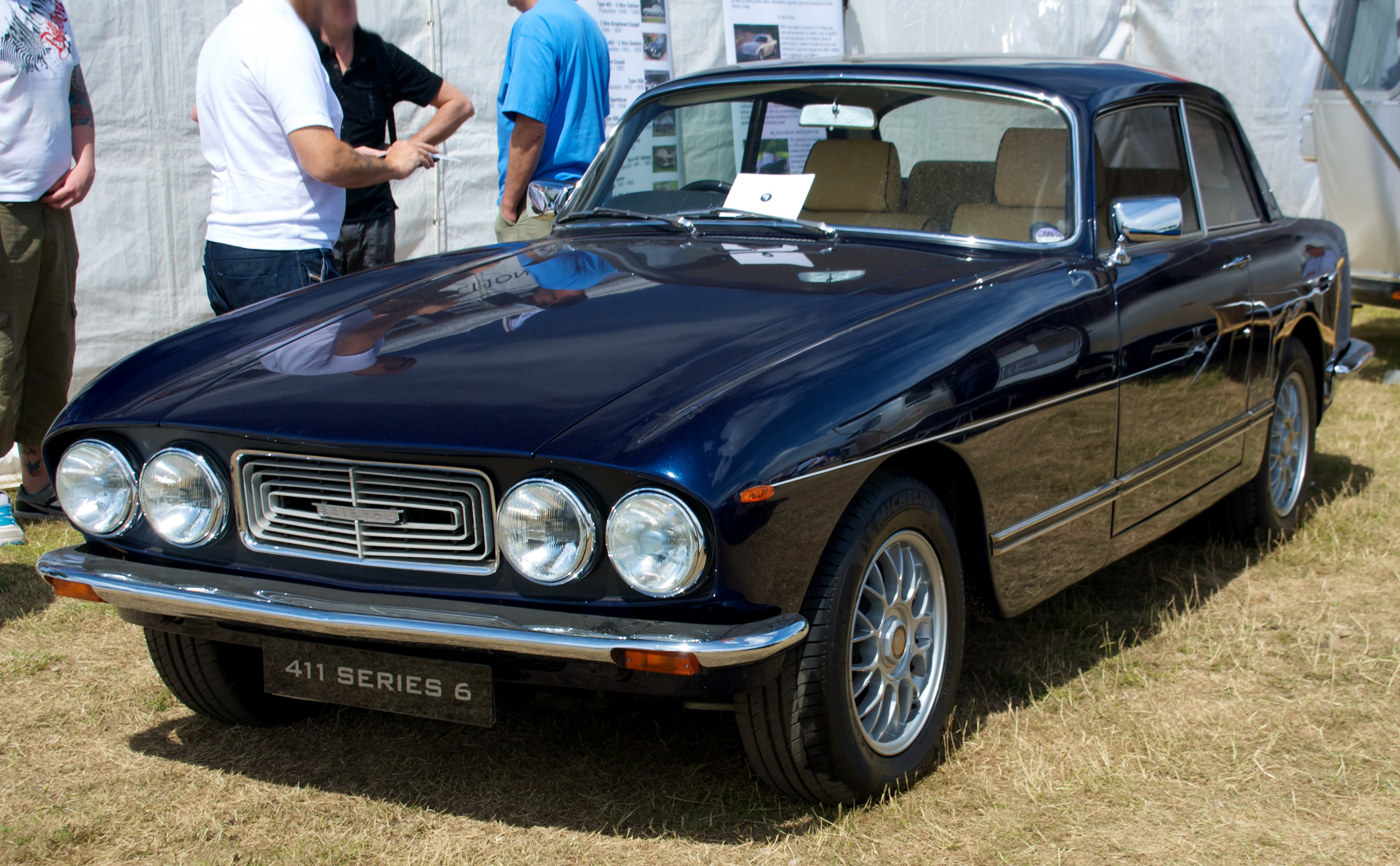
Bristol 411 Series 6.

### 411 Series 6
Eine Sonderstellung nimmt das werksseitig als Bristol 411 Series 6 Modell ein. Bei den Automobilen dieser Generation handelt es sich nicht um Neuwagen, sondern um umfassend restaurierte Fahrzeuge früherer Serien. Der erste Bristol 411 Series 6 wurde 2008 fertiggestellt. Später wurden auch andere Achtzylinder-Modelle von Bristol in dieser Weise umgewandelt. Die Fahrzeuge wurden mit einer Neuwagengarantie ausgeliefert.
Im Rahmen der Restaurierung werden die gebrauchten Fahrzeuge der Kunden komplett zerlegt und unter Verwendung zahlreicher Neuteile wieder aufgebaut. Das Chassis des Spenderfahrzeugs ist auch die Grundlage des neu aufgebauten Fahrzeugs. Während die Karosseriegestaltung unverändert bleibt, werden die technischen Komponenten weitgehend ausgewechselt. Die Fahrzeuge erhalten die Antriebs- und Fahrwerkstechnik des Bristol Blenheim 3, sodass die Fahrleistungen, das Fahrverhalten und die Abgaswerte deutlich verbessert werden. Die Fahrzeuge werden mit dem aktuellen, 5,9 Liter großen Achtzylindermotor ausgestattet; dabei kann je nach Kundenwunsch die Standardversion oder die stark bearbeitete Ausführung aus dem Blenheim 3S verwendet werden, die nach Werksangaben bis zu 400 PS leistet. Auch die computergesteuerte Viergangautomatik des Blenheim wird übernommen. Schließlich erhalten die Fahrzeuge ein zeitgemäßes Audiosystem, eine Satellitennavigationsanlage und einen IPod-Anschluss.

## Bedeutung des 411 für das Unternehmen
Der 411 war ein wichtiges Auto für Bristol Cars. Mit diesem Modell gelang es dem Unternehmen, die schwierige Zeit der ersten Ölkrise zu überstehen, die auch eine schwierige Phase für Hersteller teurer Luxusfahrzeuge war. Während zahlreiche Anbieter ähnlich konzipierter Autos wie Iso Rivolta oder Jensen an der Ölkrise scheiterten und selbst Aston Martin in Insolvenz fiel, hielt sich Bristol über all die Jahre beständig am Markt. Grund hierfür war neben dem überzeugenden, wandelbaren Grundkonzept des 411 vor allem der Umstand, dass Bristol das Modell durch kontinuierliche Modifikationen attraktiv hielt und den Kunden regelmäßig Anreize gab, neue Autos zu bestellen. Zudem gelang es dem Unternehmen, schon mit geringen Produktionszahlen kostentragend zu arbeiten; so konnten – anders als bei der Konkurrenz – Überkapazitäten vermieden werden. Bemerkenswert ist, dass es Bristol in dieser problematischen Phase sogar gelang, mit dem 1974 vorgestellten Bristol 412 ein Schwestermodell zu entwickeln, das das Interesse an der Marke nochmals intensivierte.

## Technische Daten
| Bristol 411                         | Bristol 411                                 | Bristol 411                                 | Bristol 411                                 | Bristol 411                                 | Bristol 411                                 |
|                                     | Series 1                                    | Series 2                                    | Series 3                                    | Series 4                                    | Series 5                                    |
| ----------------------------------- | ------------------------------------------- | ------------------------------------------- | ------------------------------------------- | ------------------------------------------- | ------------------------------------------- |
| Motorart                            | Ottomotor                                   | Ottomotor                                   | Ottomotor                                   | Ottomotor                                   | Ottomotor                                   |
| Motorbauart                         | Achtzylinder-V-Anordnung                    | Achtzylinder-V-Anordnung                    | Achtzylinder-V-Anordnung                    | Achtzylinder-V-Anordnung                    | Achtzylinder-V-Anordnung                    |
| Hubraum                             | 6227 cm³ 383 cui                            | 6227 cm³ 383 cui                            | 6227 cm³ 383 cui                            | 6556 cm³ 400 cui                            | 6556 cm³ 400 cui                            |
| Bohrung × Hub                       | 107,9 mm × 85,72 mm                         | 107,9 mm × 85,72 mm                         | 107,9 mm × 85,72 mm                         | 110,28 mm × 85,72 mm                        | 110,28 mm × 85,72 mm                        |
| Motorleistung                       | 335 bhp                                     | 335 bhp                                     | 335 bhp                                     | 264 bhp                                     | k. A.                                       |
| Gemischaufbereitung                 | Vierfach-Fallstromvergaser                  | Vierfach-Fallstromvergaser                  | Vierfach-Fallstromvergaser                  | Vierfach-Fallstromvergaser                  | Vierfach-Fallstromvergaser                  |
| Ventilsteuerung                     | untenliegende Nockenwelle                   | untenliegende Nockenwelle                   | untenliegende Nockenwelle                   | untenliegende Nockenwelle                   | untenliegende Nockenwelle                   |
| Nockenwellenantrieb                 | Kettenantrieb                               | Kettenantrieb                               | Kettenantrieb                               | Kettenantrieb                               | Kettenantrieb                               |
| Kühlung                             | Wasserkühlung                               | Wasserkühlung                               | Wasserkühlung                               | Wasserkühlung                               | Wasserkühlung                               |
| Getriebe                            | Automatisches Dreiganggetriebe              | Automatisches Dreiganggetriebe              | Automatisches Dreiganggetriebe              | Automatisches Dreiganggetriebe              | Automatisches Dreiganggetriebe              |
| Radaufhängung vorn                  | Doppelte Dreiecksquerlenker Schraubenfedern | Doppelte Dreiecksquerlenker Schraubenfedern | Doppelte Dreiecksquerlenker Schraubenfedern | Doppelte Dreiecksquerlenker Schraubenfedern | Doppelte Dreiecksquerlenker Schraubenfedern |
| Radaufhängung hinten                | Starrachse Wattgestänge, Torsionsfedern     | Starrachse Wattgestänge, Torsionsfedern     | Starrachse Wattgestänge, Torsionsfedern     | Starrachse Wattgestänge, Torsionsfedern     | Starrachse Wattgestänge, Torsionsfedern     |
| Bremsen vorne                       | Scheibenbremsen                             | Scheibenbremsen                             | Scheibenbremsen                             | Scheibenbremsen                             | Scheibenbremsen                             |
| Bremsen hinten                      | Scheibenbremsen                             | Scheibenbremsen                             | Scheibenbremsen                             | Scheibenbremsen                             | Scheibenbremsen                             |
| Chassis                             | Kastenrahmen                                | Kastenrahmen                                | Kastenrahmen                                | Kastenrahmen                                | Kastenrahmen                                |
| Karosserie                          | Aluminium auf Stahlgerüst                   | Aluminium auf Stahlgerüst                   | Aluminium auf Stahlgerüst                   | Aluminium auf Stahlgerüst                   | Aluminium auf Stahlgerüst                   |
| Radstand                            | 2896 mm                                     | 2896 mm                                     | 2896 mm                                     | 2896 mm                                     | 2896 mm                                     |
| Abmessungen (Länge × Breite × Höhe) | 4903 mm × 1727 mm × 1499 mm                 | 4903 mm × 1727 mm × 1499 mm                 | 4903 mm × 1727 mm × 1499 mm                 | 4940 mm × 1727 mm × 1499 mm                 | 4940 mm × 1727 mm × 1499 mm                 |
| Leergewicht                         | 1676 kg                                     | 1676 kg                                     | 1676 kg                                     | 1714 kg                                     | 1714 kg                                     |
| Höchstgeschwindigkeit               | 220 km/h                                    | 220 km/h                                    | 220 km/h                                    | 224 km/h                                    | 224 km/h                                    |
| Beschleunigung 0–96 km/h            | 7,0 Sek.                                    | 7,0 Sek.                                    | 7,0 Sek.                                    | 8,8 Sek.                                    | 8,8 Sek.                                    |